# 369 TCN
369 TCN là một năm trong lịch La Mã.